# جورجا ایوزیچ
جورجا ایوزیچ (کرواتی: Đurđa Ivezić؛ ۱۷ اکتبر ۱۹۳۶ – ۱۱ دسامبر ۲۰۲۰) بازیگر اهل کرواسی بود.